# Active Desktop
Az Active Desktop egy Windows rendszerszolgáltatás, amely az Internet Explorer 4.0 telepítésekor, az opcionális Windows Desktop Update-tel együtt települhet. Az Active Desktop lehetővé teszi weblapok tapétaként történő megjelenítését és használatát az Asztalon. Az Active Desktop szolgáltatást a Windows 95-ben és a Windows NT 4.0-ban az Internet Explorerrel egy időben telepíthetjük, míg a Windows 98, ME, 2000 és XP már tartalmazza. A Windows Vista operációs rendszerben a Windows oldalsávval (Windows Sidebar) váltották fel.
A szolgáltatás lehetővé tette a szokásos háttérkép helyett HTML-t beállítani, illetve különböző független átméretezhető asztali elemek használatát. Az online elérhető elemek rendszerén frissíthetőek és szinkronizálhatóak, ezáltal a felhasználónak a böngészőben a webhely meglátogatása nélkül frissülhetnek. Az Active Desktop hasonlóan dolgozott mint az Asztali Widget technológia, mivel lehetővé tette, hogy a felhasználók testreszabott információkat helyezhetett az asztalara.

## Története
Az Active Desktop bevezetése a Microsoft törekvését jelezte a push technológia irányába, amelyet a PointCast vezetett be. Az Active Desktop különböző csatornákat helyezett a felhasználó számítógép asztalára amelyek folyamatosan frissített információkat szolgáltattak (példaul hírcímek, árfolyamok), anélkül, hogy a felhasználónak a böngészőt kellene megnyitnia. A legjelentősebb jellemzője az volt, hogy az MJPG-k és az animált GIF-ek helyesen animálódtak, amikor háttérképnek voltak beállítva. Az Active Desktop az Internet Explorer 4.0 előzetes kiadásának részeként 1997 júliusában debütált, és ugyanazon év szeptemberében megjelent a 4.0 böngészővel. A Windows 95-ös Windows NT 4.0 esetében, a frissítes telepítésekor a felhasználóknak kínált opcionális Windows Desktop frissítéssel vált telepíthetővé.